# Misteri
|  | Per a altres significats, vegeu «Misteri (desambiguació)». |

Un misteri o enigma és allò que resulta difícil d'entendre, resoldre o interpretar.
Misteri es defineix com una cosa molt difícil d'entendre, una cosa estranya i inexplicable de comprendre o descobrir com està d'ocult o per pertànyer a algun arcà.

## La necessitat del misteri i la seva explotació comercial
Per Carl Sagan la gent busca i crea misteris on no n'hi ha i no para atenció a altres reals i igual de fascinants. Adolfo Domínguez Monedero apunta que els misteris i la seva resolució és una part important de l'atractiu que desprenen certes disciplines i ciències, en concret la Història Antiga. En aquesta mateixa línia de pensament es col·loca el ja citat Sagan, per a qui l'experiència de descobrir alguna cosa no s'oblida, tot i ser "l'última persona al món a descobrir-ho". Per tant, l'existència de misteris és necessària per obtenir el plaer del descobriment.
Per la seva banda, Luis Alfonso Gámez, Javier Cavanilles o Mauricio-José Schwarz, entre d'altres, proposen que sota molts misteris, o falsos misteris, hi ha un afany de lucre per la comercialització de llibres, revistes, pagaments per entrada i altres pràctiques. Seria el cas de l'origen del Sudari de Torí o les Cares de Belmez.